# Adolf Steiger (Politiker, 1888)
Adolf Steiger (* 15. Juni 1888 in Petersdorf; † 24. Juni 1960 in Kiel) war ein deutscher Politiker (SPD).
Steiger war von Beruf Bäckermeister. Er gehörte dem ersten ernannten Landtag Schleswig-Holsteins im Jahr 1946 an.